# Chinsnårtimalia
Chinsnårtimalia (Spelaeornis oatesi) är en fågel i familjen timalior med begränsad utbredning i nordöstra Indien och västra Myanmar.

## Utseende och läten
Chinsnårtimalian är en liten (11–12 cm), brun och vit timalia. Undersidan är svartfläckat vit på strupen, bröstets mitt och buken, med kontrasterande olivbrunt på flankerna. Till skillnad från artens släktingar saknar den inslag av beige eller rostbrunt på undersidan. Bland lätena hörs mjuka "tuc..tuc..tuc". Sången består av högljudda, plötsliga och böljande serier, i engelsk litteratur återgivet som "chiwi-chiwi-chiwi-chu" eller "witchi-witchi-witchi-wu".

## Utbredning och systematik
Fågeln förekommer i östra Indien (Mizoram) och i västra Myanmar (Chin Hills). Den behandlas som monotypisk, det vill säga att den inte delas in i några underarter. Tidigare inkluderades den, liksom gråbukig snårtimalia och blekstrupig snårtimalia, i Spelaeornis chocolatinus, men urskiljs numera som egen art.

## Levnadssätt
Fågeln hittas i tät undervegetation i fuktig skog. Den är mycket aktiv och födosöker nära marken på jakt efter myror, små skalbaggar och andra sorters insekter. Fågeln häckar mellan mars och juni i Myanmar. Den bygger ett kupolformat bo vari den lägger tre vitaktiga ägg.

## Status och hot
Chinsnårtimalian tros ha en stabil populationsutveckling och även om världspopulationen inte har uppskattats tros den inte vara tillräckligt liten för att fågeln ska klassas som hotad. Internationella naturvårdsunionen IUCN kategoriserar den därför som livskraftig, trots det relativt begränsade utbredningsområdet.

## Namn
Fågelns vetenskapliga artnamn hedrar den brittiske naturforskaren Eugene William Oates (1845-1911).